# Estoril Open 2005 - Qualificazioni singolare femminile
Le qualificazioni del singolare femminile dell'Estoril Open 2005 sono state un torneo di tennis preliminare per accedere alla fase finale della manifestazione. I vincitori dell'ultimo turno sono entrati di diritto nel tabellone principale. In caso di ritiro di uno o più giocatori aventi diritto a questi sono subentrati i lucky loser, ossia i giocatori che hanno perso nell'ultimo turno ma che avevano una classifica più alta rispetto agli altri partecipanti che avevano comunque perso nel turno finale.
Le qualificazioni del torneo Estoril Open 2005 prevedevano 32 partecipanti di cui 4 sono entrati nel tabellone principale.

## Teste di serie
1. Melinda Czink (ultimo turno)
2. Lucie Šafářová (Qualificata)
3. Henrieta Nagyová (Qualificata)
4. Martina Müller (Qualificata)

1. Maria-Vanina Garcia-Sokol (secondo turno)
2. Magda Mihalache (ultimo turno)
3. Adriana Serra Zanetti (secondo turno)
4. Ol'ga Savčuk (Qualificata)

## Qualificati
1. Ol'ga Savčuk
2. Lucie Šafářová

1. Henrieta Nagyová
2. Martina Müller

## Tabellone

### Legenda
| - Q = Qualificato - WC = Wild card - LL = Lucky loser | - ALT = Alternate - SE = Special Exempt - PR = Protected Ranking | - w/o = Walkover - r = Ritirato - d = Squalificato |

### Sezione 1
|  | Primo turno      | Primo turno      | Primo turno      | Primo turno | Primo turno |  |  | Secondo turno | Secondo turno    | Secondo turno | Secondo turno | Secondo turno |   |   | Ultimo turno | Ultimo turno  | Ultimo turno  | Ultimo turno | Ultimo turno |  |
|  |                  |                  |                  |             |             |  |  |               |                  |               |               |               |   |   |              |               |               |              |              |  |
|  |                  |                  |                  |             |             |  |  |               |                  |               |               |               |   |   |              |               |               |              |              |  |
|  |                  |                  |                  |             |             |  |  | 1             | Melinda Czink    | 6             | 2             | 6             |   |   |              |               |               |              |              |  |
|  | Jaslyn Hewitt    | Jaslyn Hewitt    | Jaslyn Hewitt    | 6           | 6           |  |  |               | Jaslyn Hewitt    | 4             | 6             | 4             |   |   |              |               |               |              |              |  |
|  | Chrissie Seredni | Chrissie Seredni | Chrissie Seredni | 3           | 1           |  |  |               |                  |               |               |               |   |   | 1            | Melinda Czink | Melinda Czink | 3            | 0            |  |
|  | Magali De Lattre | Magali De Lattre | 6                | 3           | 6           |  |  |               |                  | 8             | Ol'ga Savčuk  | Ol'ga Savčuk  | 6 | 6 |              |               |               |              |              |  |
|  | Liliana Pereira  | Liliana Pereira  | 1                | 6           | 4           |  |  |               | Magali De Lattre | 3             | 7             | 2             |   |   |              |               |               |              |              |  |
|  |                  |                  |                  |             |             |  |  | 8             | Ol'ga Savčuk     | 6             | 62            | 6             |   |   |              |               |               |              |              |  |
|  |                  |                  |                  |             |             |  |  |               |                  |               |               |               |   |   |              |               |               |              |              |  |

### Sezione 2
|  | Primo turno         | Primo turno         | Primo turno         | Primo turno | Primo turno |  |  | Secondo turno | Secondo turno             | Secondo turno           | Secondo turno       | Secondo turno |    |   | Ultimo turno | Ultimo turno   | Ultimo turno | Ultimo turno | Ultimo turno |  |
|  |                     |                     |                     |             |             |  |  |               |                           |                         |                     |               |    |   |              |                |              |              |              |  |
|  |                     |                     |                     |             |             |  |  |               |                           |                         |                     |               |    |   |              |                |              |              |              |  |
|  |                     |                     |                     |             |             |  |  | 2             | Lucie Šafářová            | Lucie Šafářová          | 6                   | 6             |    |   |              |                |              |              |              |  |
|  |                     |                     |                     |             |             |  |  |               | Rita Esteves De Freitas   | Rita Esteves De Freitas | 1                   | 1             |    |   |              |                |              |              |              |  |
|  |                     |                     |                     |             |             |  |  |               |                           |                         |                     |               |    |   | 2            | Lucie Šafářová | 3            | 7            | 6            |  |
|  | Kateryna Bondarenko | Kateryna Bondarenko | Kateryna Bondarenko | 6           | 6           |  |  |               |                           |                         | Kateryna Bondarenko | 6             | 63 | 4 |              |                |              |              |              |  |
|  | Daria Neretina      | Daria Neretina      | Daria Neretina      | 4           | 1           |  |  |               | Kateryna Bondarenko       | 6                       | 2                   | 7             |    |   |              |                |              |              |              |  |
|  |                     |                     |                     |             |             |  |  | 5             | Maria-Vanina Garcia-Sokol | 2                       | 6                   | 5             |    |   |              |                |              |              |              |  |
|  |                     |                     |                     |             |             |  |  |               |                           |                         |                     |               |    |   |              |                |              |              |              |  |

### Sezione 3
|  | Primo turno           | Primo turno           | Primo turno           | Primo turno | Primo turno |  |  | Secondo turno | Secondo turno         | Secondo turno         | Secondo turno   | Secondo turno   |   |   | Ultimo turno | Ultimo turno     | Ultimo turno     | Ultimo turno | Ultimo turno |  |
|  |                       |                       |                       |             |             |  |  |               |                       |                       |                 |                 |   |   |              |                  |                  |              |              |  |
|  |                       |                       |                       |             |             |  |  |               |                       |                       |                 |                 |   |   |              |                  |                  |              |              |  |
|  |                       |                       |                       |             |             |  |  | 3             | Henrieta Nagyová      | Henrieta Nagyová      | 6               | 6               |   |   |              |                  |                  |              |              |  |
|  | Ana-Catarina Nogueira | Ana-Catarina Nogueira | Ana-Catarina Nogueira | 6           | 7           |  |  |               | Ana-Catarina Nogueira | Ana-Catarina Nogueira | 3               | 2               |   |   |              |                  |                  |              |              |  |
|  | Ines Moura            | Ines Moura            | Ines Moura            | 1           | 5           |  |  |               |                       |                       |                 |                 |   |   | 3            | Henrieta Nagyová | Henrieta Nagyová | 7            | 6            |  |
|  |                       |                       |                       |             |             |  |  |               |                       | 6                     | Magda Mihalache | Magda Mihalache | 5 | 2 |              |                  |                  |              |              |  |
|  |                       |                       |                       |             |             |  |  |               | Tara Wigan            | Tara Wigan            | 1               | 3               |   |   |              |                  |                  |              |              |  |
|  |                       |                       |                       |             |             |  |  | 6             | Magda Mihalache       | Magda Mihalache       | 6               | 6               |   |   |              |                  |                  |              |              |  |
|  |                       |                       |                       |             |             |  |  |               |                       |                       |                 |                 |   |   |              |                  |                  |              |              |  |

### Sezione 4
|  | Primo turno       | Primo turno       | Primo turno | Primo turno | Primo turno |  |  | Secondo turno | Secondo turno         | Secondo turno     | Secondo turno      | Secondo turno      |   |   | Ultimo turno | Ultimo turno   | Ultimo turno   | Ultimo turno | Ultimo turno |  |
|  |                   |                   |             |             |             |  |  |               |                       |                   |                    |                    |   |   |              |                |                |              |              |  |
|  |                   |                   |             |             |             |  |  |               |                       |                   |                    |                    |   |   |              |                |                |              |              |  |
|  |                   |                   |             |             |             |  |  | 4             | Martina Müller        | Martina Müller    | 6                  | 6                  |   |   |              |                |                |              |              |  |
|  | Catarina Ferreira | Catarina Ferreira | 4           | 6           | 7           |  |  |               | Catarina Ferreira     | Catarina Ferreira | 4                  | 0                  |   |   |              |                |                |              |              |  |
|  | Katia Rodrigues   | Katia Rodrigues   | 6           | 3           | 5           |  |  |               |                       |                   |                    |                    |   |   | 4            | Martina Müller | Martina Müller | 6            | 6            |  |
|  |                   |                   |             |             |             |  |  |               |                       |                   | Stephanie Gehrlein | Stephanie Gehrlein | 2 | 3 |              |                |                |              |              |  |
|  |                   |                   |             |             |             |  |  |               | Stephanie Gehrlein    | 1                 | 7                  | 6                  |   |   |              |                |                |              |              |  |
|  |                   |                   |             |             |             |  |  | 7             | Adriana Serra Zanetti | 6                 | 6(1)               | 2                  |   |   |              |                |                |              |              |  |
|  |                   |                   |             |             |             |  |  |               |                       |                   |                    |                    |   |   |              |                |                |              |              |  |